# Marineria genovese

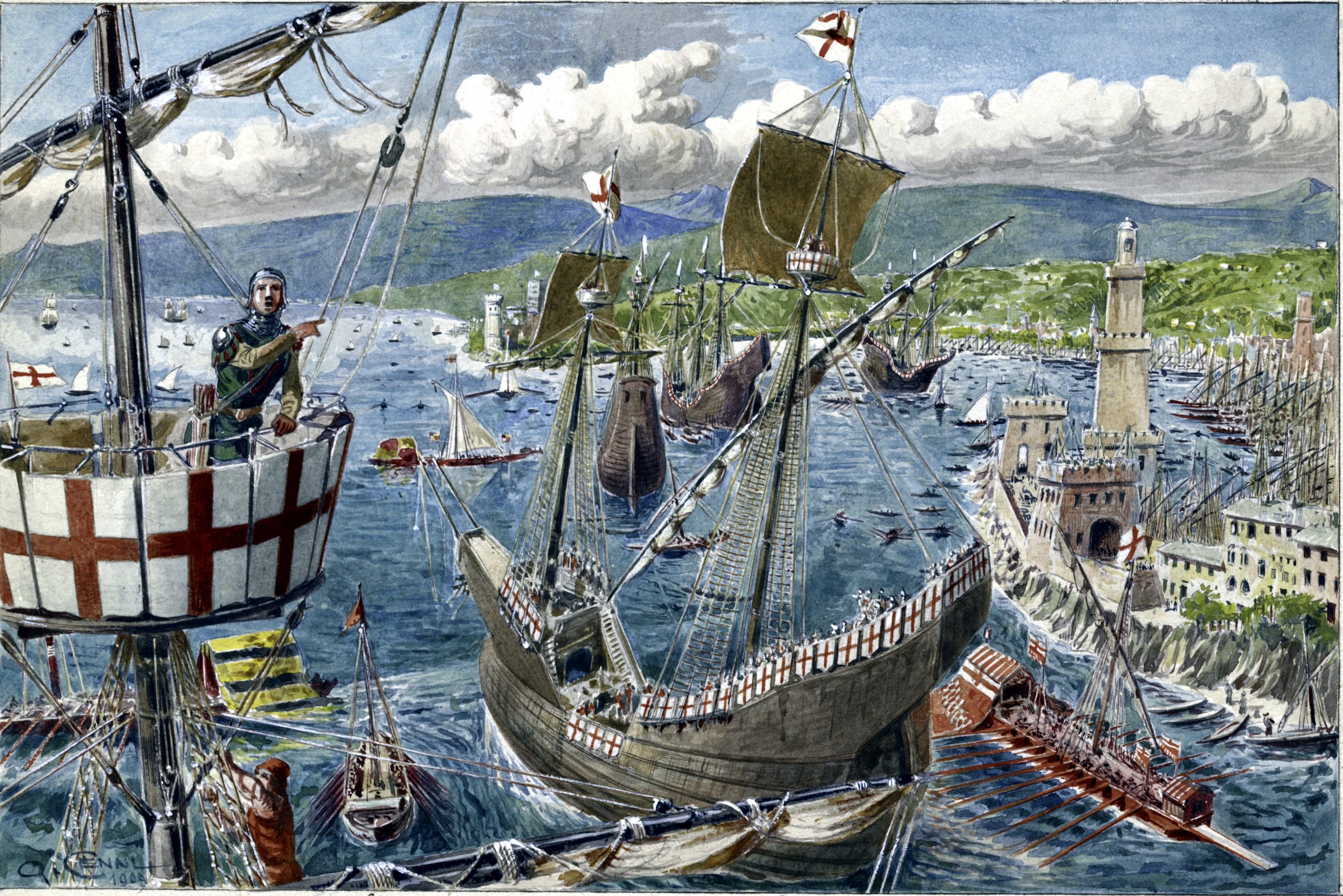
Il Porto di Genova durante il XIV secolo

La marineria genovese è l'insieme delle strutture navali militari e commerciali utilizzate dalla Repubblica di Genova nel corso della sua storia.

## Storia dal VIII al XIII secolo
Le radici della marineria genovese affondano nell’Alto Medioevo, quando Genova, grazie alla sua posizione strategica sulla costa ligure, iniziò a emergere come centro di cruciale importanza per il commercio marittimo. Già nell’VIII secolo, i genovesi avevano avviato intensi scambi con le coste iberiche, provenzali e nordafricane. Tuttavia, fu tra il X e l’XI secolo che la città cominciò a strutturare una marineria più organizzata, spinta dalla necessità di proteggere le rotte commerciali e i centri costieri dalle incursioni saracene.

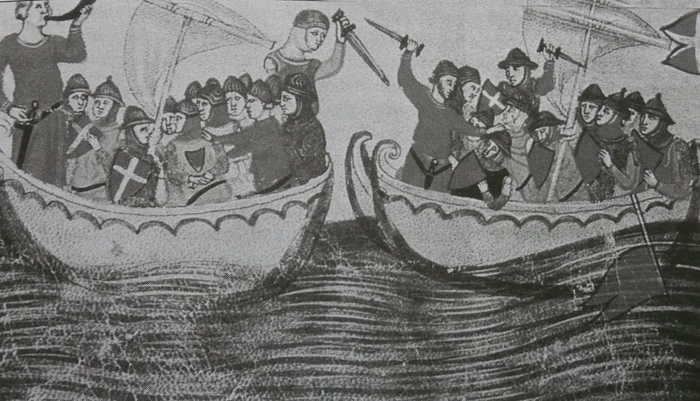
Navi genovesi da una miniatura medievale

Nel 935, un evento drammatico segnò la storia della città: una flotta fatimide guidata da Ya'qub ibn Ishaq al-Tamimi saccheggiò Genova, evidenziandone la vulnerabilità. Questo traumatico episodio spinse i genovesi a fortificare il porto e potenziare la marina mercantile armata, capace di pattugliare il Mar Ligure. Questi sforzi culminarono nel 1005 con l’istituzione della Repubblica di Genova, un nuovo governo dominato da consoli eletti dalle famiglie mercantili e terriere più influenti. Sotto la guida della giovane Repubblica, la marina genovese si sviluppò ulteriormente, con la creazione di un Alto Ammiraglio e una gestione centralizzata della flotta, assicurandosi il controllo delle rotte del Mar Ligure.
Nonostante queste innovazioni, nel XI secolo la flotta genovese era ancora composta prevalentemente da navi private, come mercantili e pescherecci adattati a scopi bellici. Questa configurazione, sebbene limitata, permise di proteggere i traffici commerciali e contrastare i corsari musulmani provenienti dall’Africa settentrionale. Una delle prime operazioni significative fu la partecipazione genovese alla cattura di Mahdia nel 1087, un evento che consolidò ulteriormente il ruolo della città come potenza marittima.

### La Svolta delle Crociate
Con l’avvio delle Crociate nel 1095, la marineria genovese conobbe un periodo di grande prosperità. La Repubblica fornì supporto logistico alle spedizioni crociate, trasportando uomini e rifornimenti verso la Terra Santa. Durante la Prima Crociata, una flotta di 12 galee genovesi contribuì significativamente al successo dei crociati, intrappolando le forze navali fatimidi nel porto di Beirut. La famiglia genovese degli Embriaco si distinse particolarmente, giocando un ruolo di rilievo nell’assedio di Tripoli.
In cambio del loro sostegno militare, i genovesi ottennero ricchi bottini e privilegi commerciali. La Repubblica stabilì colonie commerciali in punti strategici come Byblos e Acri, assicurandosi un terzo dei proventi delle città conquistate. Questi successi consolidarono il ruolo di Genova come una delle quattro grandi Repubbliche Marinare d’Italia, insieme a Venezia, Pisa e Amalfi.
I Conflitti con Pisa

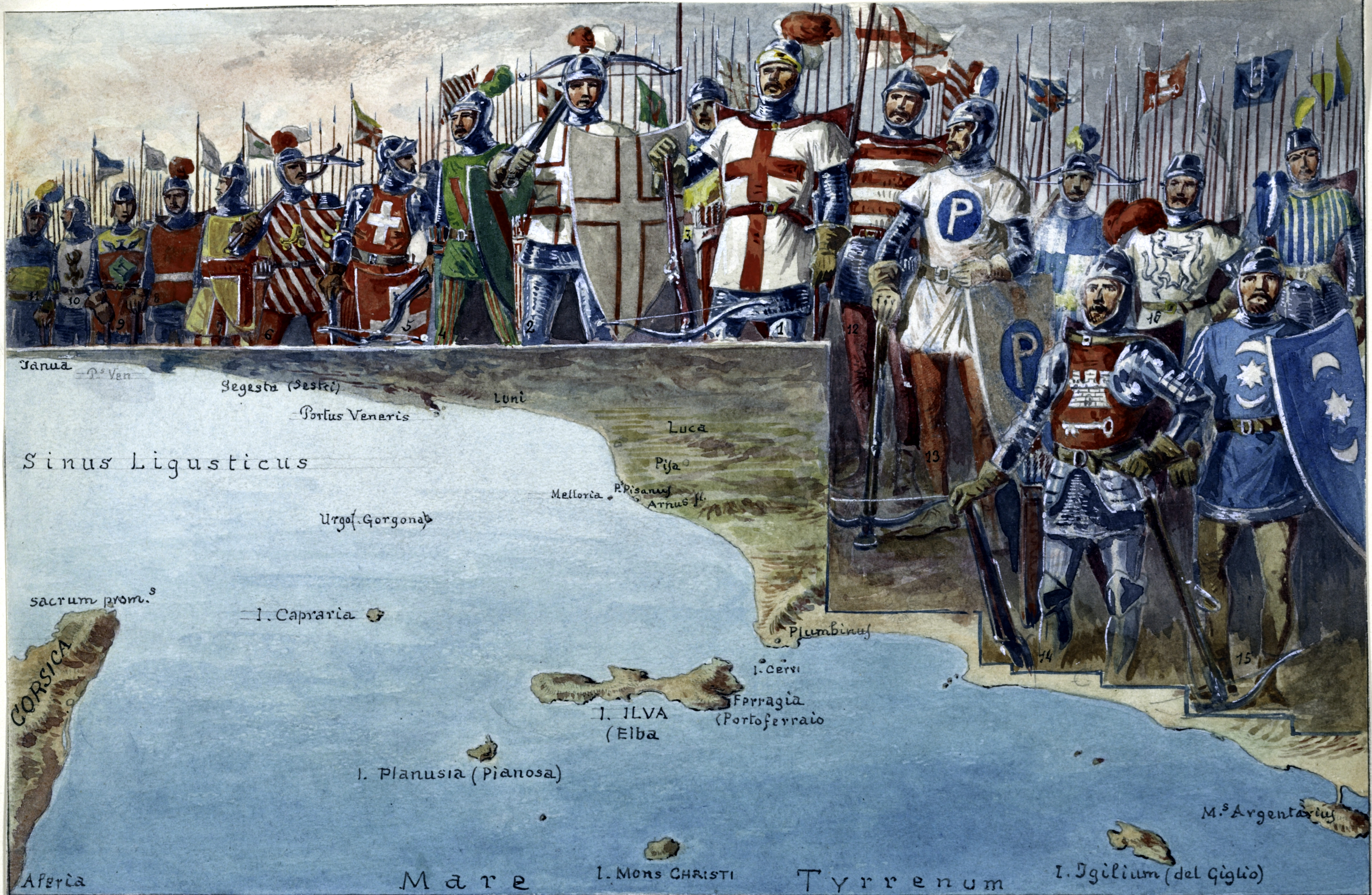
La Battaglia della Meloria in una rappresentazione artistica

Nel XII secolo, la Repubblica entrò in conflitto con la Repubblica di Pisa, principalmente per il controllo delle isole strategiche di Corsica e Sardegna. Le tensioni tra le due potenze marinare italiane esplosero con il primo conflitto navale nel 1119, quando una squadriglia genovese attaccò un convoglio mercantile pisano, dando inizio alla lunga serie di guerre tra le due città. Sebbene la prima guerra terminasse senza una decisiva vittoria, il conflitto scatenò un periodo di incursioni e pirateria, con i genovesi che cercavano di ostacolare i commerci pisani.
Nel corso del XIII secolo, il conflitto continuò, con l'emergere di una seconda guerra non dichiarata tra il 1230 e il 1240. Questo periodo di scontro si inserì nel contesto della lotta più ampia tra i Guelfi e i Ghibellini, con il Sacro Romano Impero a fianco di Pisa e il Papa che appoggiava Genova. Durante la guerra, nel 1241, la flotta genovese subì una pesante sconfitta nella battaglia dell'isola del Giglio, dove persero 3 galee e 27 furono catturate. Tuttavia, il conflitto si concluse nel 1243 con una pace che, sebbene non risolvesse le dispute, segnò la fine delle ostilità aperte, ma non impedì i successivi scontri.
Nel 1284, la Repubblica di Genova inflisse un colpo decisivo alla rivale Pisa con la vittoria nella battaglia di Meloria, che sancì la sua supremazia navale nel Mediterraneo occidentale. La battaglia, che vide la distruzione di gran parte della flotta pisana, con il catturamento di 37 galee e circa 9000 prigionieri, segnò un punto di svolta per la città ligure, che consolidò il controllo sulle isole e poté espandere ulteriormente il suo impero commerciale. Con Pisa ormai fuori dai giochi, la Repubblica si trovò a dominare le rotte commerciali nell’area e a rafforzare la sua posizione.

### Le Guerre con Venezia e l’Ascesa dei Genovesi nel Mar Nero
Dopo Pisa, l'obbiettivo genovese si spostò sulla Repubblica di Venezia, che rappresentò infatti una delle sfide più dure. Le due repubbliche si scontrarono principalmente per il dominio sulle rotte commerciali nell’Estremo Oriente e nel Mar Nero. La rivalità culminò nella guerra del 1296, seguita dalla celebre battaglia di Curzola nel 1298, dove una flotta genovese di 75 galee inflisse una sconfitta decisiva a Venezia, distruggendo o catturando gran parte della sua flotta. Nonostante la vittoria, la Repubblica genovese subì pesanti perdite e le sue cantieri navali non riuscirono a rimpiazzare rapidamente le galee perdute, indebolendo la sua capacità di proseguire la guerra.

### Il Regno di Aragona e l'inizio del "Primo Declino" della Supremazia Genovese

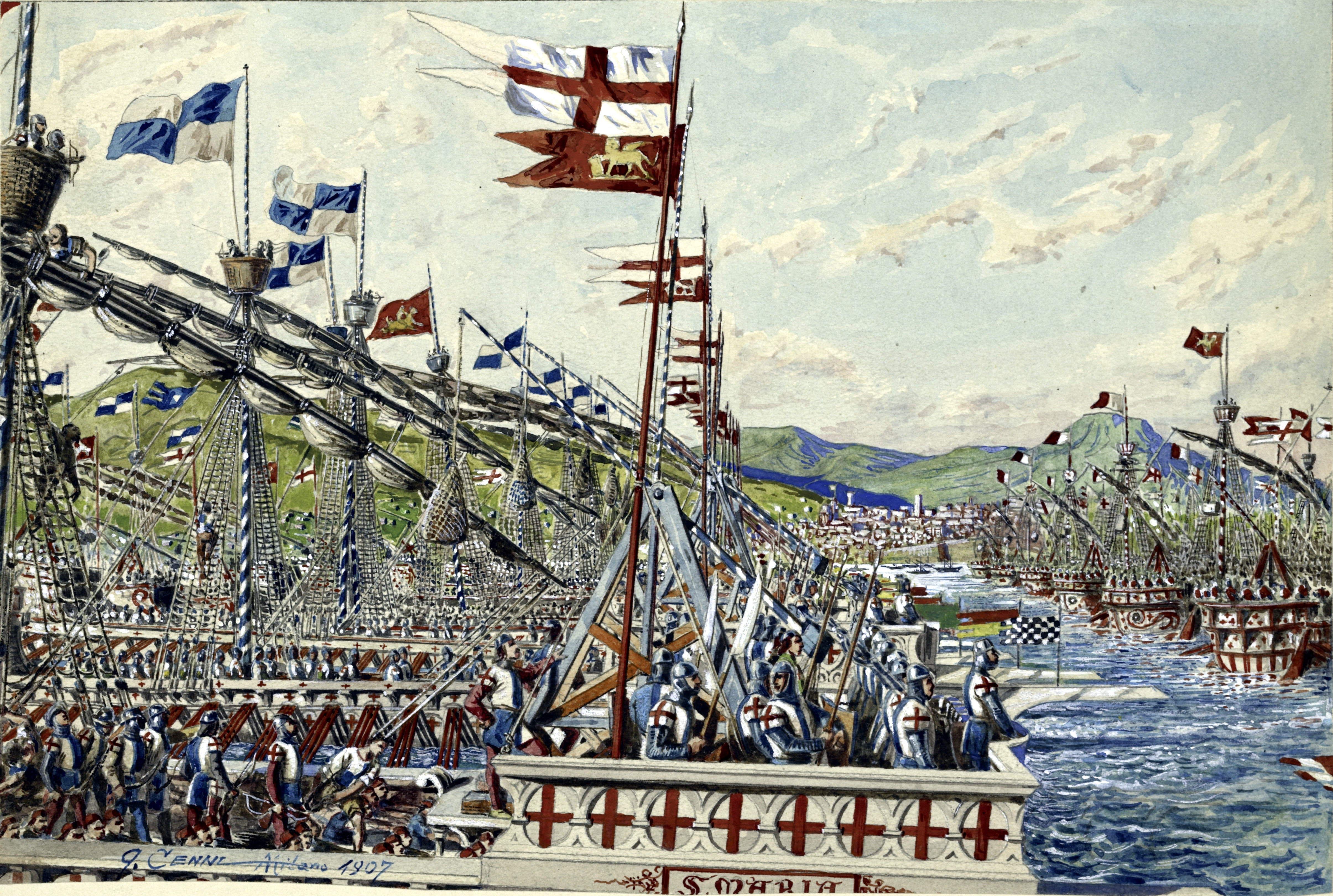
Navi genovesi del XIV e XV secolo

Dopo la vittoria sui Pisani, Genova concentrò inoltre i suoi sforzi sull’espansione nel Mar Nero, acquistando nel 1266 la città di Kaffa dai Mongoli della Orda d'Oro e stabilendo colonie commerciali nell’Impero d'Oriente. Tuttavia, questa espansione portò inevitabilmente a scontri con la Serenissima, che aveva anch'essa interessi nell’area. La competizione si intensificò e sfociò in nuove guerre navali nel XIV secolo.
Nel 1350, la terza guerra con Venezia scoppiò a causa di dispute commerciali sul Mar Nero. Nonostante una vittoria costosa nel 1352 nella battaglia del Bosforo, la Repubblica di Genova fu costretta ad affrontare una crescente minaccia da parte di Aragona, che considerava la Corsica e la Sardegna due obbiettivi primari. Nel 1378 con lo scoppio della guerra di Chioggia, Genova, pur riuscendo inizialmente a prevalere, non riuscì a mantenere la sua posizione. La guerra si concluse nel 1381 con una pace che segnò la fine della supremazia navale di Genova nel Mediterraneo Orientale (escluse le colonie del Mar Nero).

### Le Nuove Strategie Navali e il Ruolo dei Schiavi nelle Galee
Con l’espansione della sua rete commerciale, Genova affrontò nuove sfide logistiche e finanziarie, che portarono alla riforma della sua flotta. Una delle principali innovazioni fu l’impiego di schiavi nelle galee, riducendo così i costi per il mantenimento degli equipaggi. Questo cambiamento si rivelò ottimale, sebbene avesse anche effetti negativi: mentre il costo per i rematori fu abbattuto, la Repubblica si trovò a dover fare i conti con la sfiducia dei suoi capitani nei confronti degli schiavi armati, che limitavano le capacità di abbordaggio delle navi nemiche.

## "Primo Declino" e rinascita di Andrea Doria
Un primo, significativo colpo alla potenza navale genovese avvenne nel 1390, quando la Repubblica di Genova, alleata della Francia, intraprese una crociata contro la Tunisia. L’obiettivo era proteggere le colonie commerciali genovesi dagli attacchi dei pirati musulmani, ma l’esito fu paradossalmente un rafforzamento dell'influenza francese su Genova. Durante la guerra, la flotta ligure fornì le navi necessarie mentre i cavalieri francesi assediavano la fortezza di Mahdi. Nonostante la vittoria dei cristiani, la politica della città-stato subì un pesante colpo: nel 1396 Genova fu costretta a dichiararsi feudo della Francia, con la marina che venne messa sotto il controllo di Parigi. La potenza genovese era ormai compromessa, e nel 1403, la flotta genovese subì una pesante sconfitta ad opera di Venezia nella Battaglia di Modone.

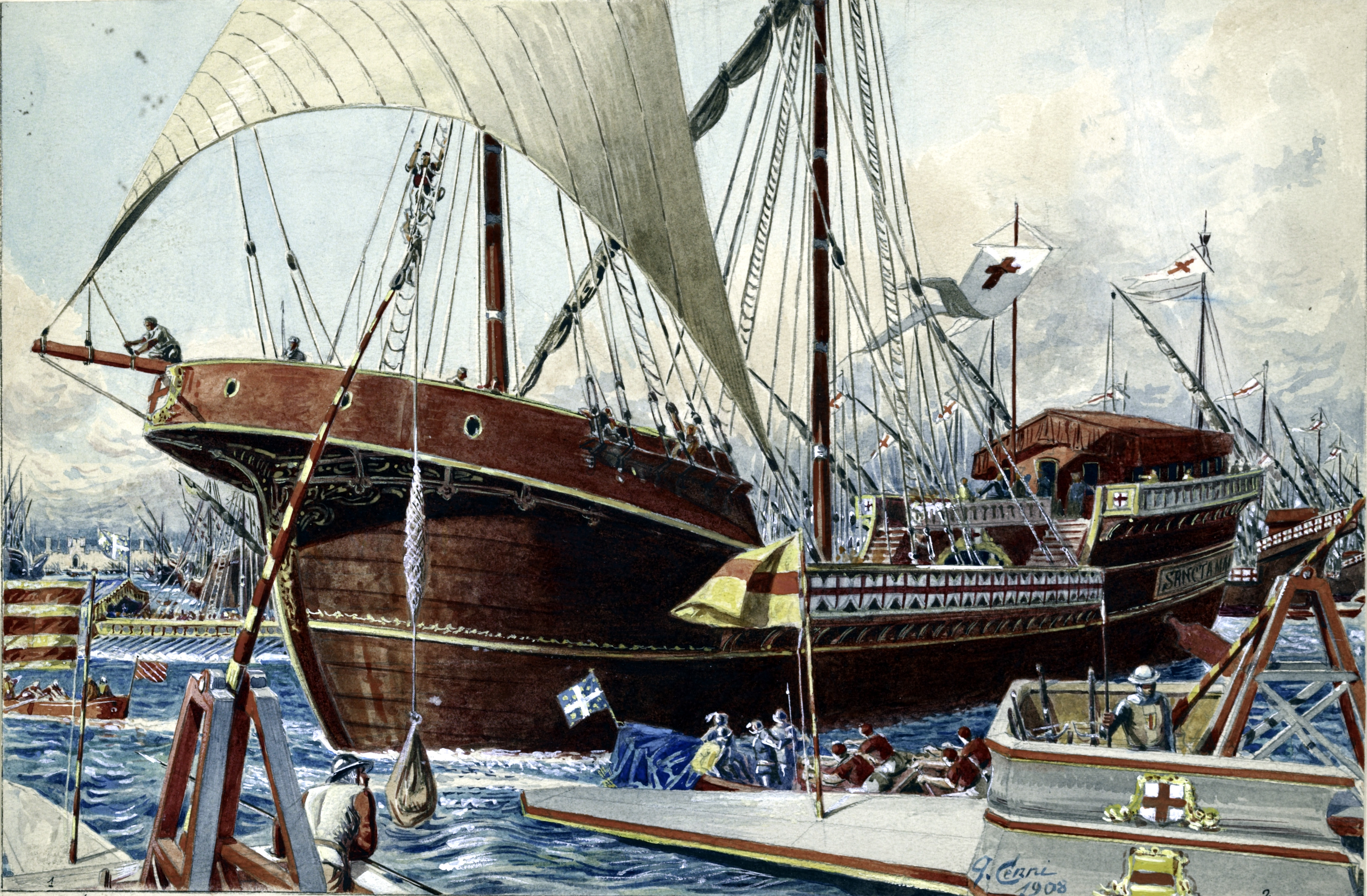
Una gran-galera del XV secolo

Nel 1435, però, la marina ligure tentò una ripresa, rispondendo all’appello del Ducato di Milano per liberare Gaeta dall’assedio aragonese. La flotta, nonostante fosse numericamente inferiore, ottenne una vittoria decisiva nella Battaglia di Ponza, catturando la nave ammiraglia aragonese e il re Alfonso V. La vittoria fu però temporanea e, nonostante questo successo, Genova non riuscì a impedire che la Sicilia finisse sotto il controllo degli Aragonesi. L'espansione degli spagnoli ostacolò ulteriormente le attività navali genovesi nel Mediterraneo, complicando la gestione delle sue rotte commerciali.

### L'Impero Ottomano ed i rapporti con Genova
Nel frattempo, l’ascesa dell'Impero Ottomano a partire dal XV secolo fu un altro fattore determinante per il declino dei liguri. Con la caduta di Costantinopoli nel 1453 e la chiusura dei Dardanelli al commercio cristiano, Genova fu tagliata fuori dai suoi commerci vitali nel Mar Nero e dalle colonie che per secoli avevano rappresentato il collegamento della Repubblica con la Russia e l'Asia centrale. I possedimenti genovesi, come Kaffa, vennero gradualmente incorporati dall'Impero Ottomano, privando Genova delle sue basi strategiche. Il commercio marittimo, che un tempo aveva rappresentato la principale fonte di ricchezza per la Repubblica, entrò in crisi, mentre la marina, ormai incapace di contrastare l'egemonia anatolica, scomparve dalla scena internazionale.
Nonostante la perdita di territori e prestigio, le capacità navali dei genovesi rimasero apprezzate. Cartografi e navigatori come Cristoforo Colombo, Battista Agnese e Pietro Vesconte continuarono a contribuire al panorama nautico internazionale, con il loro acume geografico e le innovazioni tecniche che segnarono una nuova era nella navigazione.

### La rinascita di Andrea Doria

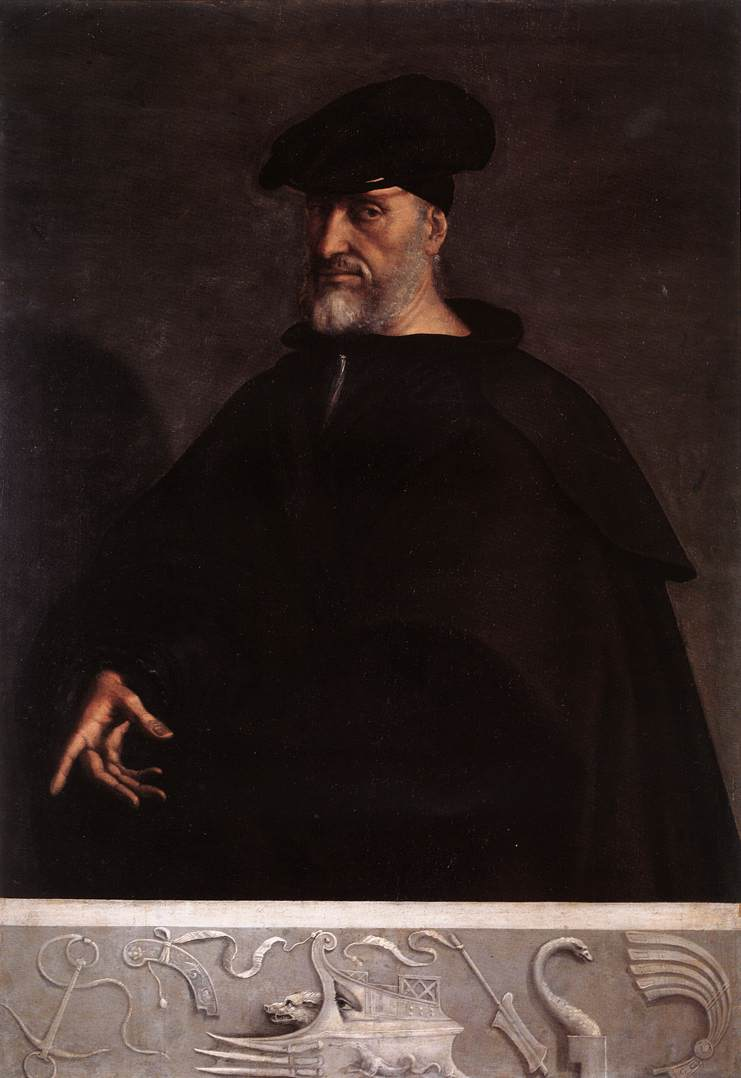
L'Ammiraglio Andrea Doria

Nel XVI secolo, la figura di Andrea Doria, ammiraglio e statista genovese, segnò un breve periodo di rinascita per la marina della Repubblica. Doria, che aveva combattuto come mercenario in diverse corti europee, tornò a Genova nel 1528, quando riuscì a espellere i francesi dalla città e a riprendere il controllo della marina. Durante il suo comando, la flotta genovese partecipò a numerose battaglie contro gli Ottomani e i pirati barbareschi, e la marina divenne un importante alleato dell'Impero Spagnolo. Doria modernizzò la flotta, integrando navi da guerra più sofisticate e potenziando l'uso dell'artiglieria navale. Con la sua leadership, la flotta genovese ottenne vittorie significative, come la cattura della città di Patrasso e la vittoria nella Battaglia di Girolata, che segnò un'importante sconfitta per i turchi.
Tuttavia, le speranze di una piena rinascita furono ostacolate da una serie di sconfitte subite. Nel 1538, la flotta imperiale, a cui la marina genovese era stata integrata, fu sconfitta dagli Ottomani nella Battaglia di Preveza. Altri fallimenti seguirono, come la sconfitta nel 1552 nella Battaglia di Ponza e l’incapacità di fermare l'invasione francese della Corsica nel 1553. Nonostante i successi occasionali, la flotta genovese non riuscì mai a riprendersi completamente, e le sue risorse navali rimasero limitate.

### Secondo Declino e perdita dell'Impero Coloniale
Nel 1571, la marina genovese contribuì con 29 galee alla Flotta della Lega Santa, che ottenne una vittoria decisiva contro i turchi nella Battaglia di Lepanto. Questo risultato rappresentò una delle ultime grandi glorie per la marina, che però, a causa di una serie di fattori interni ed esterni, non riuscì mai a ritrovare la sua antica posizione.
Nel XVII e XVIII secolo, la potenza navale genovese continuò il suo declino, in parte per l’evoluzione dell’economia della Repubblica, che si spostò sempre più verso il settore bancario piuttosto che verso il commercio. La flotta, ormai ridotta a un pugno di galee, si trovò ulteriormente emarginata dalle flotte più potenti di Spagna, Francia e Inghilterra. Nel 1684, i bombardamenti francesi distrussero i cantieri navali di Genova, segnando un altro e definitivo colpo per la sua capacità di costruire e mantenere navi da guerra.
Nel 1742, l'ultima roccaforte marittima genovese, l'isola di Tabarka, venne persa a favore dei Tunisini, segnando la fine definitiva della potenza navale della Repubblica di Genova.

## Le Navi della Marina Genovese

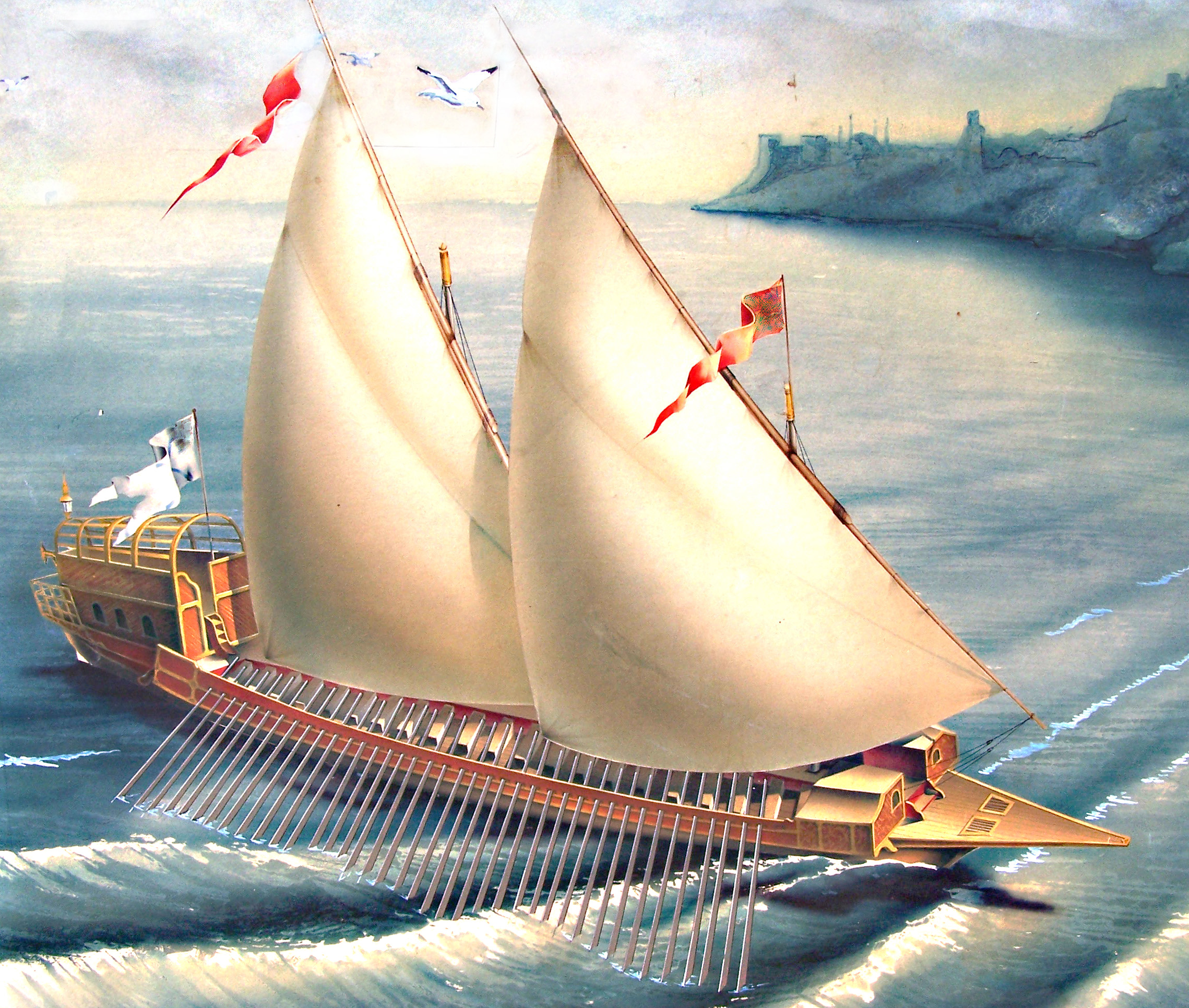
Una galera leggera genovese

Nel corso del XII secolo, la marineria genovese sviluppò due principali tipologie di navi: la nave sottile, progettata per la velocità e la manovrabilità, ideale per scopi militari, e la nave tonda, robusta e capiente, usata per il trasporto di merci pesanti. Verso la fine del secolo, nacque la galea sottile, una nave lunga e stretta, mossa sia da remi che da vele latine, che divenne il simbolo della potenza marittima genovese.
Nel XIV secolo invece, la galera rappresentava la spina dorsale della marina militare. Questo tipo di nave era scelto principalmente per la sua straordinaria manovrabilità, un aspetto che la rendeva molto più agile rispetto ad altre imbarcazioni puramente a vela, permettendo così una rapida risposta alle minacce o l’intercettazione di navi mercantili nemiche. Le galere genovesi erano generalmente più lunghe e leggere rispetto a quelle di altre potenze navali, come Venezia o l'Impero Ottomano. Con una lunghezza di circa 45-48 metri, erano più snelle rispetto ai modelli tradizionali da 40-42 metri, ma questa velocità veniva compensata da una maggiore vulnerabilità e una minore robustezza.
Un altro punto di forza delle galere genovesi era la loro capacità di carico. La loro stiva, più ampia rispetto a quella di altri galeoni, permetteva di trasportare più provviste, merci o soldati, a seconda delle necessità. Questa caratteristica conferiva loro una versatilità che si adattava perfettamente alle necessità della repubblica marinara, che durante i periodi di pace utilizzava queste stesse imbarcazioni per il commercio e, durante le guerre, le riconvertiva rapidamente in navi da combattimento.
- Dromone/Caracca: Galera pesante, utilizzata in battaglia e per compiti di guarnigione.[39][40]
- Galera leggera: Navi più rapide, impiegate per proteggere le rotte commerciali e come navi di pattuglia.[41]
- Brigantini: Navi a vela leggere utilizzate come esploratori o predoni.[42]
- Feluche: Navi a vela piccole e manovrabili, usate in operazioni di pirateria o per spostamenti rapidi.[43]
- Galeoni: Navi da guerra di grandi dimensioni, utilizzate in operazioni più complesse.
- Fregate: Navi da guerra impiegate in battaglie e in operazioni di grande scala.

Nel corso del tempo, la marina genovese integrò altre navi più moderne, come i galeoni e le fregate, ma mai in quantità comparabili con le galere, che rimasero l'elemento fondamentale della flotta per secoli.

## Equipaggio e Reclutamento
I marinai genovesi erano reclutati tra la popolazione locale e nelle colonie che la Repubblica manteneva in tutto il Mediterraneo. Molti di loro erano marinai professionisti che alternavano il servizio militare con il commercio, ma altri erano pescatori, mercenari o anche prigionieri di guerra. La marina genovese faceva affidamento anche su un numero significativo di prigionieri e schiavi per l’equipaggio delle sue galere. Le condizioni di vita a bordo, per tutti gli equipaggi, erano particolarmente dure: le malattie erano un problema costante, e la Repubblica cercava di limitare le perdite umane imponendo multe salate ai comandanti che non riuscivano a mantenere in vita un numero sufficiente di uomini.
Per migliorare le condizioni igieniche a bordo, ogni galera era obbligata ad avere un barbiere, che oltre alla cura dei capelli e della barba, svolgeva anche funzioni di medico di bordo. Questo sistema era pensato per mantenere la salute degli uomini, dato che le malattie come la malaria e la peste si diffondevano facilmente nelle condizioni di sovraffollamento delle navi.
Nel corso del XVI secolo, la Repubblica genovese cominciò a fornire ai suoi marinai un tipo di abbigliamento resistente, adatto alle dure condizioni di mare: fu allora che nacque l’utilizzo del denim, una stoffa robusta che divenne simbolo di praticità (la stoffa che originerà successivamente i famosi jeans). Genova divenne una delle principali forze dietro l’adozione di questo materiale per l’abbigliamento dei marinai, destinato a resistere sia quando bagnato che asciutto.
In battaglia, i marinai e i soldati erano armati con spade da assalto, scudi e, nei secoli successivi, anche con archi e moschetti. Nel XVI secolo, i marinai genovesi indossavano corazze in ferro o acciaio e, spesso, elmi a forma di morione, che offrivano una protezione adeguata durante le scaramucce e gli scontri diretti.

## Le Strutture e la Logistica

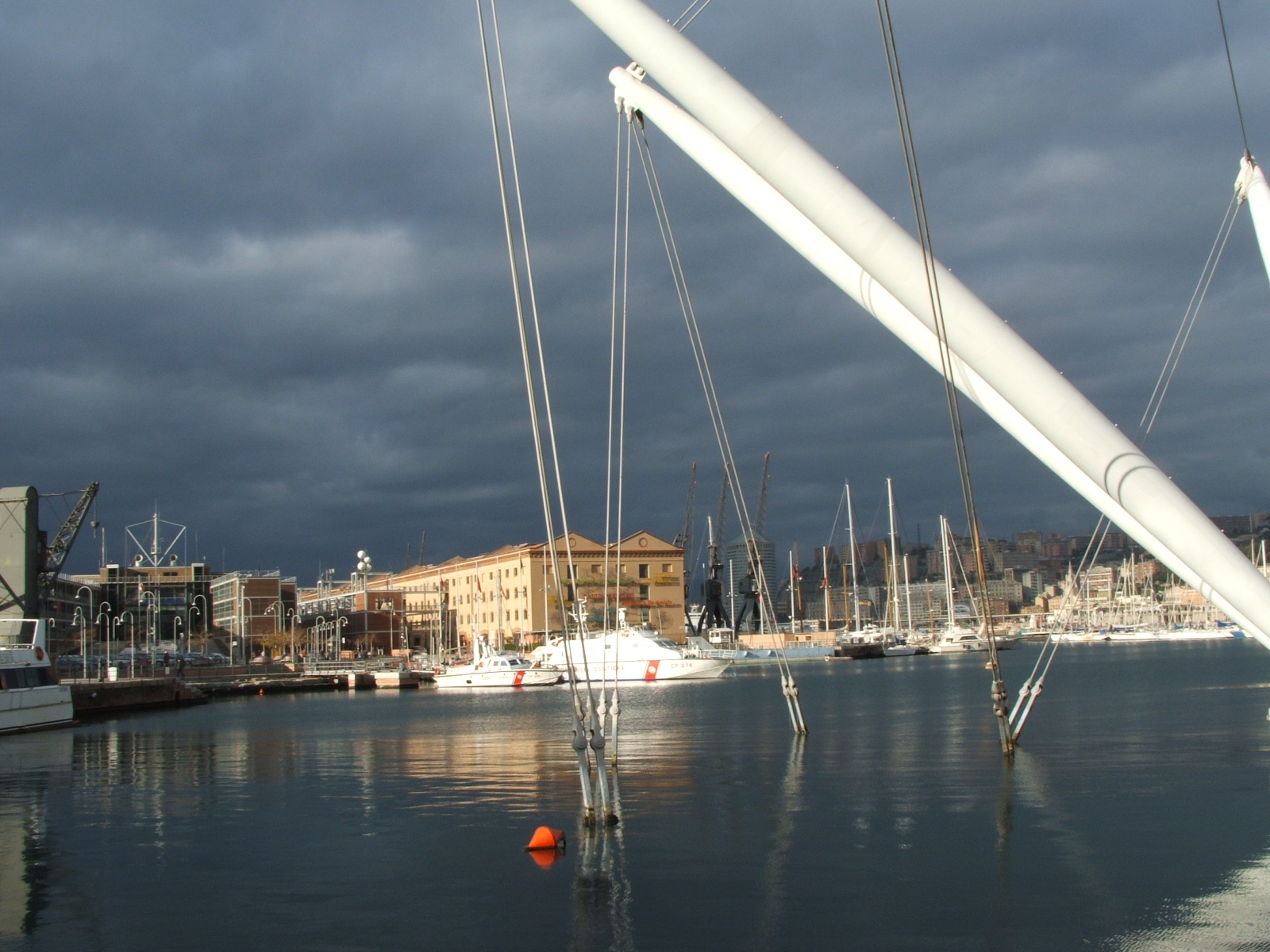
L'odierno Porto Antico di Genova

La Repubblica di Genova manteneva un ampio sistema di infrastrutture portuali e cantieri navali per sostenere la sua potente flotta. Il porto di Genova, uno dei più importanti del Mediterraneo, fungeva non solo da base per le operazioni commerciali ma anche da centro di costruzione e manutenzione navale. Qui le navi venivano costruite seguendo un sistema modulare, che permetteva rapide riparazioni e adattamenti. La Repubblica istituì inoltre organi amministrativi coloniali come l'Officium Gazarie (1266), incaricato di supervisionare le rotte commerciali e le colonie d’Oltremare. Anche il reclutamento degli equipaggi era regolamentato, garantendo alla Repubblica una flotta ben organizzata, composta sia da navi pubbliche che private.
I cantieri navali di Genova erano tra i più avanzati dell'epoca, capaci di produrre navi in tempi relativamente brevi e con una qualità che sfidava quella dei rivali. La flotta genovese era apprezzata per la sua velocità, manovrabilità e l'abilità dei suoi marinai e comandanti.

## La flotta commerciale

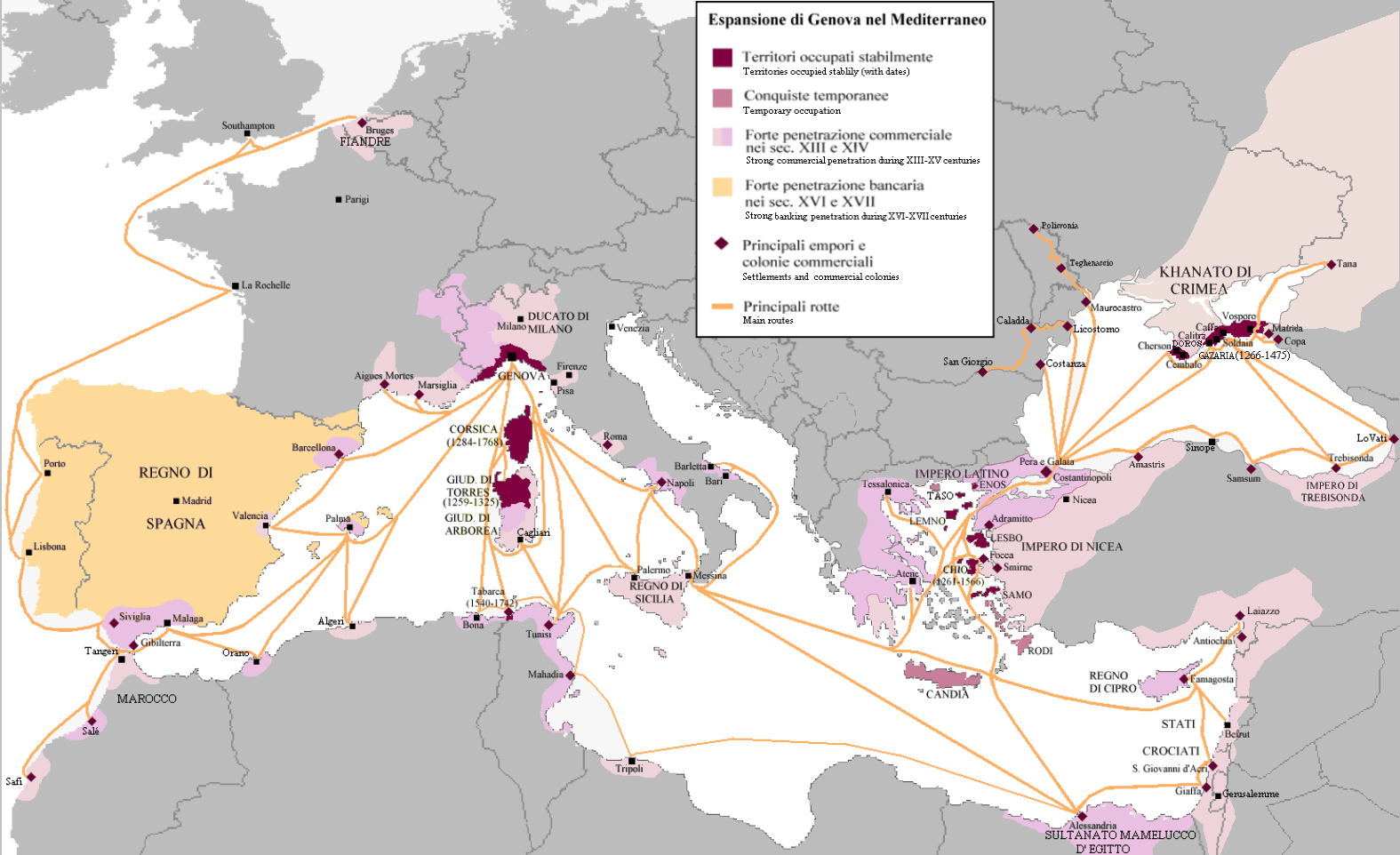
La rete commerciale e zone d'influenza della Repubblica di Genova

Nel periodo di massimo splendore della Repubblica di Genova, il commercio rivestiva un ruolo fondamentale nel consolidamento della potenza economica e politica della città. Sebbene le modalità organizzative del commercio marittimo a Genova differissero in alcuni aspetti da quelle di Venezia, la Repubblica ligure non era da meno in quanto a efficienza e dinamismo commerciale. Le spedizioni mercantili genovesi erano essenziali per mantenere il flusso di ricchezze e per estendere l'influenza della Superba attraverso il Mediterraneo e le rotte verso il Levante.

### L'organizzazione delle flotte commerciali
A differenza di Venezia, che gestiva le proprie flotte mercantili attraverso le mude, Genova privilegiava un sistema in cui la flotta mercantile era dominata da armatori privati, che organizzavano le spedizioni su base volontaria, ma sempre sotto la supervisione dello Stato. Le navi venivano spesso noleggiate da mercanti, banchieri o consorzi di famiglie influenti, che a loro volta affittavano il carico delle loro imbarcazioni a piccoli commercianti. Il governo genovese si limitava principalmente a supervisionare il commercio attraverso il "Magistrato del Commercio", che aveva il compito di garantire che le merci venissero caricate e scaricate secondo le leggi della Repubblica, e che il traffico marittimo fosse sicuro.
Le principali rotte mercantili di Genova si estendevano dall'Italia verso il Levante, dove il porto di Costantinopoli e le altre città dell'Impero Bizantino erano fondamentali per il commercio di spezie, tessuti, e metalli preziosi. Oltre a queste destinazioni, Genova era fortemente presente anche nelle aree del Nord Africa e lungo le coste della Spagna e della Francia. I mercanti genovesi si distinguevano per la loro capacità di sfruttare il sistema di "tratta", ossia l'acquisto di merci da rivendere a margine maggiore in altri porti, un'attività che li rese particolarmente ricchi e influenti.

### La figura dell'armatore, dei patroni e la concorrenza con le altre potenze
Gli armatori genovesi, spesso membri delle principali famiglie nobili della Repubblica, erano responsabili dell’organizzazione delle spedizioni e dell’assunzione di equipaggi qualificati. A capo delle singole imbarcazioni, chiamate caracche o galeoni, si trovava il capitano, che gestiva la rotta e assicurava che le merci venissero trasportate senza danni. I mercanti, d'altra parte, avevano l’obbligo di partecipare attivamente al viaggio o di nominare un procuratore per occuparsi dei loro affari nelle diverse tappe del percorso. Inoltre, ogni carico veniva registrato dal "Notaro di Nave", un ufficiale che si occupava di annotare dettagli importanti riguardo al carico e al valore delle merci, per garantire che nessuna transazione andasse a favore di soggetti esterni alla Repubblica.
Con il passare dei secoli, Genova si trovò ad affrontare una crescente concorrenza da parte di altre potenze marittime, in particolare le città-stato italiane e le potenze europee emergenti, come il Portogallo, che avevano cominciato a esplorare nuove rotte verso l'America e le Indie. Tuttavia, Genova riuscì a mantenere una posizione di forza grazie alla sua rete bancaria e commerciale, che permetteva di finanziare le spedizioni e gli investimenti a lungo termine. Il sistema bancario genovese, con le sue filiali disseminate in tutta Europa, giocava un ruolo essenziale nel finanziare i commerci e garantire che le transazioni avvenissero senza rischi.

### Il declino del commercio genovese
Il declino del commercio genovese ebbe inizio nel XVI secolo, quando la Repubblica cominciò a perdere la sua predominanza nel Mediterraneo a causa della crescente potenza navale degli Stati europei. La perdita di possedimenti importanti, come quelli in Sardegna, e le difficoltà politiche interne minarono la stabilità economica della Repubblica. Nonostante le difficoltà, Genova mantenne un ruolo di rilievo come centro bancario internazionale fino al XIX secolo, quando fu annessa dal Regno di Sardegna. L’ultimo periodo di grande espansione commerciale coincise con il secolo delle scoperte e la grande navigazione oceanica, ma non fu sufficiente a contrastare l’avanzata delle nuove potenze coloniali.

## Comandanti illustri
- Lamba Doria: Ammiraglio vittorioso nella battaglia di Curzola, simbolo della potenza navale genovese.
- Pagano Doria: Distintosi nella battaglia del Bosforo durante le Guerre degli Stretti.
- Andrea Doria: Grande ammiraglio della marina Genovese, fautore delle principali riforme tecnologiche.
- Simone Boccanegra: Primo doge di Genova, promotore di riforme che rafforzarono la marina e il commercio.
- Francesco De Mari: Ammiraglio del XVII secolo che comandò la flotta genovese durante il conflitto con la Spagna.
- Giovanni Luigi Fieschi: Ammiraglio che partecipò alle guerre navali nel periodo medievale e rinascimentale.
- Nicolò Guarco: Ammiraglio e doge genovese del XV secolo che si distinse nelle battaglie contro gli Ottomani.
- Giovanni Giustiniani Longo: Pirata e corsaro Genovese, famoso per aver difeso Costantinopoli dai Turchi nel 1453.